# Vári Szabó István
Vári Szabó István (Kiskunhalas, 1827. augusztus 16. – Kiskunhalas, 1906. szeptember 25.) ügyvéd, polgármester, honvéd százados. Kossuth Lajos futárja az 1848/49-es szabadságharc idején, Kiskunhalas első polgármestere (1872–1891, 1893–1903).

## Családi háttér
Kisnemesi családból származott. Apja nemes Vári Szabó János borbély, seborvos, édesanyja nemes Thorma Julianna, unokaöccse a nagybányai művésztelep egyik jellegzetes mestere, Thorma János volt. Mecénásként is támogatta a fiatal művészt.

## Élete
Középiskolás koráig Kiskunhalason élt, majd Kecskeméten és Pozsonyban tanult jogot.
1848-ban már hadbíró és ekkor csatlakozott a szabadságharchoz. Részt vett a pákozdi, a nagyszombati, a komáromi, a budai, a szolnoki, a tokaji, a debreceni, az aradi és a temesvári harcokban, ostromokban. Századosi rangig jutott. Kossuth Lajos egyik futára volt. Többek között ő vitte meg a vesztett temesvári csata hírét a kormányzónak, illetve ő vitte Bem József tábornoknak a magyarországi hadak főparancsnoki kinevezési parancsát.
1849 után leszerelték, honvéddá fokozták vissza és több hónapig Bécsben raboskodott, majd olaszországi csapatokhoz rendelték.
Néhány hónap után visszatért Kiskunhalasra és megházasodott. A közigazgatásban helyezkedett el. Több hivatalban is dolgozott 1872-ig.
Kétszer házasodott, mindkét alkalommal megözvegyült, gyermektelenek lettek házasságai. Élete utolsó szakaszában a kiskunhalasi református egyház főgondnoka lett, illetve polgármestersége(i) után ügyvédi irodát működtetett. 1906. szeptember 25-én hunyt el végelgyengülésben.

## Polgármestersége
Kiskunhalas rendezett tanácsú város polgármesterének 1872. november 20-án választották, és 1891. január 19-éig foglalta el ezt a pozíciót. Majd két évig más került a helyére, de 1893. július 23. és 1903. január 28. között ismét ő lett a város első embere. Összesen 29 évig volt a település élén.
Az 1887. január 2-án alakult iparos tanonciskolát ő és a város jegyzője dr. Babó Mihály javaslatára alapították. Az első tanyai iskolák az ő idején alakultak (Tajó, Balota, Bodoglár, Eresztő, Füzes puszták). Az első színházként használható helyiséget az ő idején alakították ki. Az első helyi újságot és nyomdát az ő időszakában indították el. Számos kulturális egyesület (olvasókör, kaszinó, könyvtár) alakult ekkor, melyek közül nem egyet ő alapított vagy részt vett az irányításában.
A céhes ipar az ő működése alatt váltott át kapitalista gazdálkodássá. Számos cég és vállalkozás alapjai, melyek közül több még mai is létezik vagy hosszú évtizedekig létezett, Vári Szabó időszakában jött létre vagy vált meghatározóvá. Bankok, pénzintézetek kezdték meg a működésüket. Támogatója és kezdeményezője volt a mezőgazdaság és a kertészet területén megjelenő fejlesztéseknek. Számos új termény (kiffer körte) az ő idején honosodott meg Kiskunhalason és környékén.
Több közintézmény, út, utca, járda épült polgármestersége idején. Az összes utca ekkor kapott nevet. A városkép, az utcahálózat, a közintézményrendszer arculatát évszázadokra meghatározta a tevékenysége.
A vasút, a telefon, a modern posta is az ő időszakában települt Kiskunhalasra.

## Emléke
Halála előtt (1906) alapítványt hozott létre a gimnázium jó magaviseletű és szegény sorsú tanulóinak megsegítésére.
Halála után nem sokkal utcát neveztek el róla, de 1945 után ezt átnevezték, és csak a rendszerváltást követően kapott ismét közterület róla nevet.
Az egykori kiskunhalasi 618. Szakmunkás Iskola, később kiskunhalasi Garbai Sándor Szakközépiskola intézménye viseli a nevét 2008 augusztusa óta.
Sírja a kiskunhalasi régi református temetőben található.